# Michael Choice
Michael Blair Choice (né le 10 novembre 1989 à Grand Prairie, Texas, États-Unis) est un voltigeur des Ligues majeures de baseball sous contrat avec les Indians de Cleveland.

## Carrière

### Athletics d'Oakland
Joueur de l'Université du Texas à Arlington, Michael Choice est le 10e joueur sélectionné au repêchage amateur de la Ligue majeure de baseball en 2010 et le choix de première ronde des Athletics d'Oakland. 
Il participe au match des étoiles du futur en juillet 2012 à Kansas City, mais sa saison prend fin plus tard le même mois lorsqu'il se fracture la main en étant atteint par un lancer lors d'un match de ligues mineures. Choice se classe au 80e rang de la liste annuelle des 100 meilleurs joueurs d'avenir selon Baseball America, mais cette blessure à la main le fait disparaître du palmarès l'année suivante.
Choice fait ses débuts dans les majeures le 2 septembre 2013 avec Oakland. Il réussit son premier coup sûr au plus haut niveau le lendemain, 3 septembre, contre le lanceur Martín Pérez des Rangers du Texas. En 9 parties en fin de saison 2013 pour les Athletics, il frappe 5 coups sûrs dont un double et marque un point.

### Rangers du Texas
Le 3 décembre 2013, Michael Choice et le joueur de deuxième but des ligues mineures Chris Bostick sont échangés aux Rangers du Texas pour le voltigeur Craig Gentry et le lanceur droitier Josh Lindblom. Choice joue 86 matchs pour les Rangers en 2014 et un seul en 2015 : sa moyenne au bâton ne s'élève qu'à ,181 malgré 9 circuits durant son passage au Texas.

### Indians de Cleveland
Le 21 août 2015, les Rangers vendent aux Indians de Cleveland le contrat de Michael Choice.